# Gady (singel)
Gady – utwór polskiego rapera Bedoesa oraz Kubiego Producenta z gościnnym udziałem Białasa i Eldo, wydany na singlu 28 listopada 2018 przez SBM Label, promujący album Kwiat polskiej młodzieży.
Nagranie uzyskało certyfikat platynowej płyty za sprzedaż ponad 20 000 kopii.

## Lista utworów
- Streaming[2]

1. „Gady” – 4:17